# C'est la confiance
C'est la confiance (To je pouzdanje) je sedma apostolska pobudnica pape Franje, na temu "pouzdanja u milosrdnu Božju ljubav". Objavljeno je 15. listopada 2023., na blagdan svete Terezije Avilske, i posvećeno svetoj Tereziji iz Lisieuxa, u povodu 150. obljetnice njezina rođenja.